# Eduardo Margolis Sobol
Eduardo Cuauhtémoc Margolis Sobol (Ciudad de México, 17 de agosto de 1954) es un empresario mexicano. En enero de 2019 se integró al Consejo de Seguridad Pública de Huixquilucan. También ha sido asesor de seguridad de la comunidad judía en México. 

## Empresas
Su participación en negocios va desde restaurantes, ropa, salud y bienestar, educación, comercio, ferreterías y seguridad; entre los que destacan la cadena de restaurantes Matisse, accionista de CV Directo y la empresa de blindajes Epel S.A de C. V, esta última referida como proveedor del gobierno federal mexicano para distintas dependencias y secretarías de estado. Es fundador de Kadima, una institución de la comunidad judía de México. 

## Controversias
Entre los años 2005 y 2012 su nombre se dio a conocer debido a la mención en un caso de detención de presuntos secuestradores, siendo señalado por Israel Vallarta y la ciudadana francesa Florence Cassez. En la revista Proceso se menciona que existía un vínculo entre ellos, por Sebastien Cassez, que habría sido socio y accionista en dos empresas junto con Eduardo Margolis. Del mismo caso derivaron supuestas relaciones entre Eduardo Margolis, Genaro García Luna y Luis Cárdenas Palomino.
El caso tomó relevancia internacional posteriormente derivó en la liberación de Florence Cassez.

## El caso Cassez-Vallarta: una novela criminal
El 25 de agosto de 2022 fue estrenado en la plataforma estadounidense de streaming y entretenimiento Netflix, el documental "El caso Cassez-Vallarta: una novela criminal", dirigido por Gerardo Naranjo, basado en Una novela criminal del escritor Jorge Volpi, libro que ganó el Premio Alfaguara en 2018.
En el segundo capítulo de la serie documental, titulado "El Montaje" aparece Eduardo Margolis Sobol como un empresario prominente quien forma parte de la línea de investigación.
En el cuarto episodio titulado "El año de México en Francia", Israel Vallarta menciona el nombre de Eduardo Margolis Sobol, señalándolo como el principal responsable de su detención.

## Vida personal
Eduardo Margolis Sobol padece leucemia desde el año 2006. 